# Hibbertia suffrutescens
Hibbertia suffrutescens är en tvåhjärtbladig växtart som beskrevs av Toelken. Hibbertia suffrutescens ingår i släktet Hibbertia och familjen Dilleniaceae. Inga underarter finns listade i Catalogue of Life.